# Blenika Peak
Der Blenika Peak (englisch; bulgarisch връх Бленика wrach Blenika) ist ein 2560 m hoher und spitzer Berg im westantarktischen Ellsworthland. Östlich des Hauptkamms der Sentinel Range im Ellsworthgebirge ragt er 3,53 km nordöstlich des Mount Barden, 4,14 km südsüdöstlich des Mount Reimer und 10,02 km südwestlich des Mount Lanning in den Sostra Heights auf. Der Schenda-Gletscher liegt südöstlich und der Skaklja-Gletscher nördlich von ihm.
US-amerikanische Wissenschaftler kartierten ihn 1961. Die bulgarische Kommission für Antarktische Geographische Namen benannte ihn 2014 nach der Ortschaft Blenika im Süden Bulgariens.